# Les Brown jr.
Les Brown jr. (1940) is een Amerikaanse drummer, zanger, bigband-leider, producer, acteur en diskjockey.
Les Brown Jr., de zoon van de bigbandleider Les Brown, kwam via de band van zijn vader, de  "Band of Renown", de muziekbusiness binnen. Als tiener speelde hij tijdens de vakanties in het orkest als drummer en in 1960 werd hij er zanger. 
In 1962 begon hij een loopbaan als acteur en speelde hij in de jaren erna in veel televisieseries van CBS en ABC, waaronder "Gunsmoke" en "Gilligan's Island". Rond 1970 werd hij hoofd productie van International Management Combine, een organisatie die ook een platenlabel begon, en produceerde hij voor allerlei labels albums in allerlei genres. Als hoofd van Gold Dust Productions produceerde hij vanaf 1973 platen en organiseerde hij tournees van grote artiesten. In de jaren negentig was hij ook producer van televisieshows.
In 1987 werd hij opnieuw actief in de Band of Renown, als zanger en co-leider. Na het overlijden van zijn vader, in 2001, nam Les Brown Jr. de leiding van het orkest over. Met de band gaf hij optredens, ook buiten Amerika, en gaf hij regelmatig een show in Branson (Missouri) voor veteranen (in de Veterans Homecoming Week). Les Brown woonde in Branson en presenteerde daar een radioprogramma voor het nationale radionetwerk Music of Your Life.
Op 9 januari 2023 overleed hij aan de gevolgen van kanker.

## Discografie
- Session # 55: 1936-2001 (met Lou Rawls), Jake Records, 2001
- Music of Your Life, DPTV Media, 2011